# 石澳道

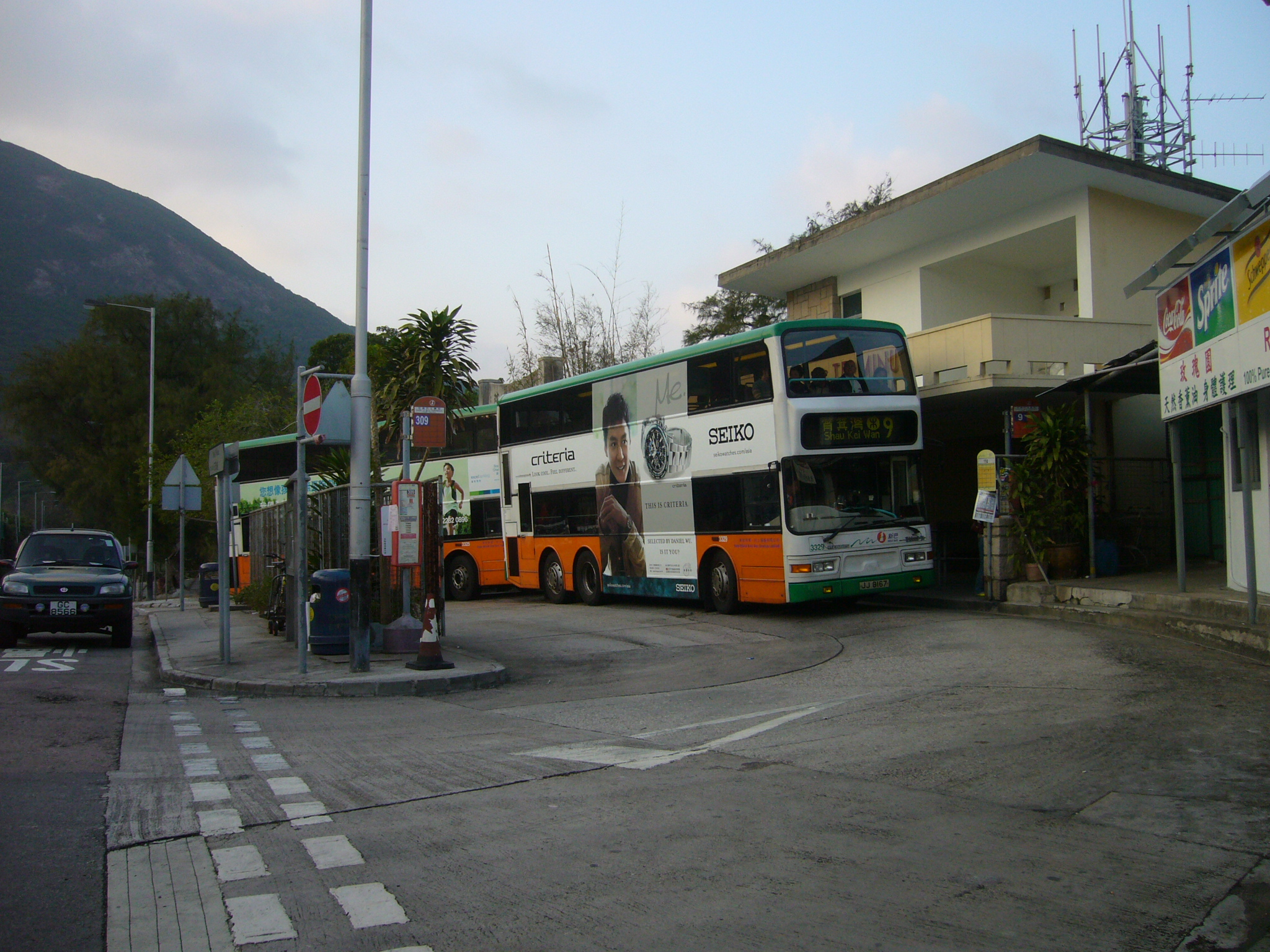
石澳道盡頭的巴士總站

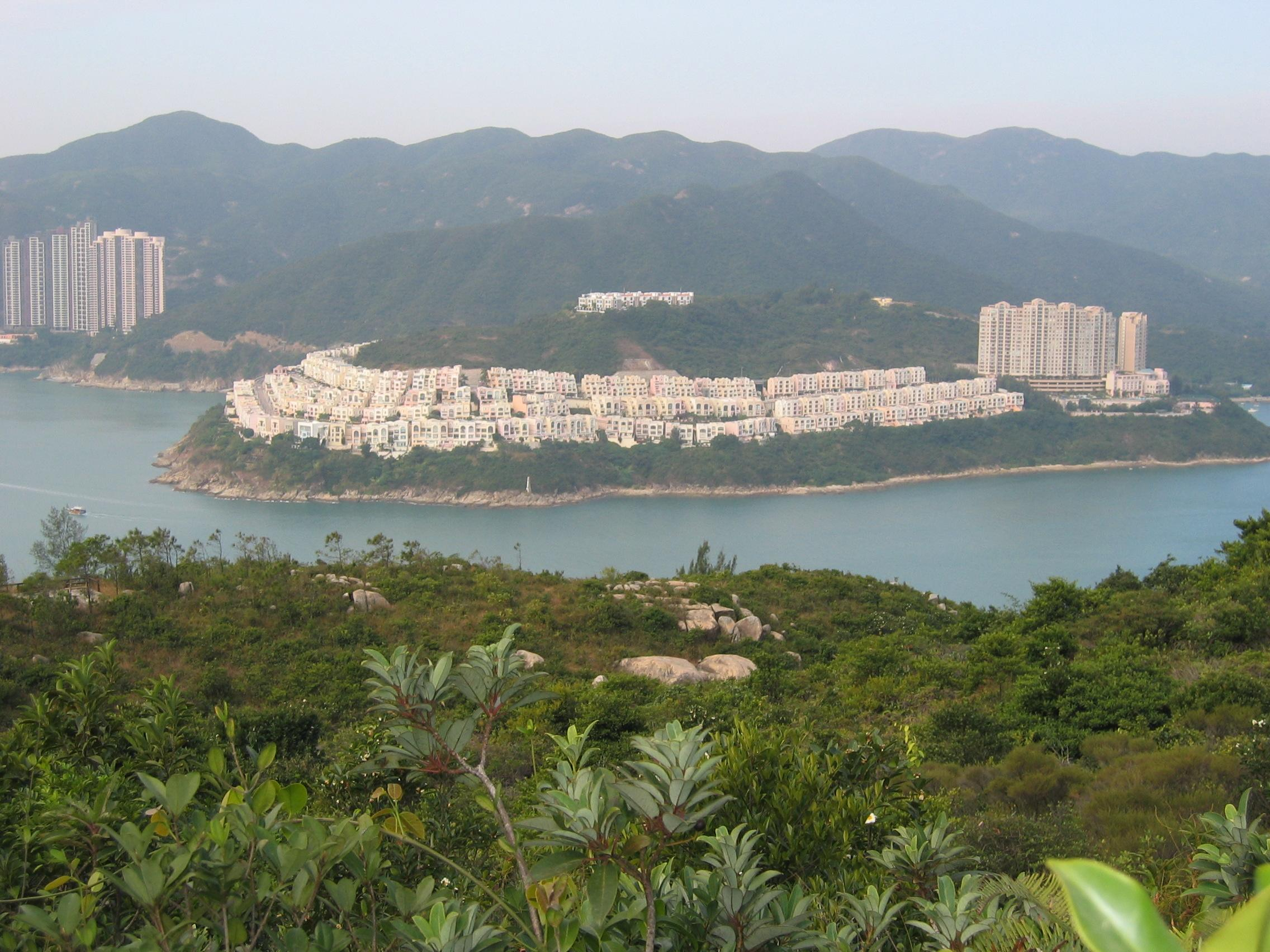
石澳道望向紅山半島

石澳道（英語：Shek O Road）是香港港島石澳的最主要道路，連接大潭峽的大潭道至石澳。
石澳道原為山路，通往石澳泳灘、石礦場、經大浪灣道分支到大浪灣海灘等。石澳道建築於山腰，可觀香港自然美景，如紅山半島、大潭灣、石澳灣、藍塘海峽等，並可遠眺南中國海，是駕車人士閒暇拍拖和吹吹風的好地方。
石澳石礦場在政府的重整及美化合約的管制下，需為石澳道近大風坳一段重新定線，以取代舊石澳道的急彎，工程於1997年完成。工程後，石澳道縮短了近600米。
2008年11月23日，李嘉欣與許晉亨在石澳道10號許家大宅舉行婚禮，惹來大批傳媒在大宅門外採訪。
香港首富李嘉誠的次子李澤楷住在石澳道12號。他在1994年以一億二千萬港幣，買下這塊地皮，並交由著名室內設計師莊聖民設計。這座木製住宅樓高兩層，室內面積逾二萬多呎，裝修歷時八年。
騰訊主席兼首席執行官馬化騰，於2009年以4.8億元向華光船運董事長趙世光購入石澳道13號物業，及後隨即向城規會申建一座4層高洋房，相關申請於2012年1月獲批，可建樓面約1.96萬方呎。
2015年1月2日，中央政策組前首席顧問及前聯交所主席鄭維健位於石澳道23號的獨立大屋，14個月內兩度遭賊人潛入爆竊。
2023年暴雨後，石澳道近爛泥灣一段遭到山泥傾瀉沖毀道路，一度全線封閉。其後在恢復單線雙程行車時，山泥傾瀉的面積擴大，再次全線封閉，城巴9號線再次停駛。

## 交匯道路
- 大潭道
- 歌連臣角道
- 鶴咀道
- 大浪灣道
- 石澳村路

## 参見
- 香港保衛戰
- 司徒拔
- 大潭道
- 港島徑
- 鶴咀半島
- 石澳半島
- 大風坳 (鶴咀)

## 交通
- 石澳巴士總站: 新巴9號線